# Лер, Урсула
Урсула Мария Лер (нем. Ursula Maria Lehr, 5 июня 1930, Франкфурт-на-Майне, Гессен-Нассау, Веймарская республика — 25 апреля 2022, Бонн, Северный Рейн-Вестфалия) — немецкий политик, психолог, геронтолог и академический педагог, профессор, депутат Бундестага, в 1988-1991 годах министр по делам молодёжи, семьи, женщин и здравоохранения.

## Биография
В 1949 году она сдала выпускной экзамен в средней школе, после чего до 1954 года изучала психологию, философию, германистику и историю искусств в университетах Франкфурта-на-Майне и Бонна. В 1955 году она стала исследователем Боннского университета. В 1968 году получила хабилитацию, заняла должность профессора психологии развития человека. В 1972–1976 годах работала в Кёльнском университете. Затем до 1986 года она была профессором психологии и главой института психологии Боннского университета. Позже, вплоть до выхода на пенсию, она была связана с Гейдельбергским университетом и основала в этом университете институт геронтологии. В своей исследовательской работе она специализировалась на геронтологии, будучи одним из пионеров в этой научной области в Германии.
В 1986 году вступила в Христианско-демократический союз (ХДС). С 1988 по 1991 год она была министром по делам молодёжи, семьи, женщин и здравоохранения в третьем правительстве Гельмута Коля. В 1990–1994 годах она была депутатом Бундестага от Гессена.
Затем Урсула отошла от политической деятельности. В Гейдельбергском университете она основала Deutsches Zentrum für Alternsforschung, центр исследований старения. Возглавляла это учреждение в 1995–1998 годах. Она также была президентом DGGG (общество геронтологии и гериатрии) и BAGSO (ассоциация организаций пожилых людей).

## Личная жизнь
Лер дважды была замужем; оба брака закончились смертью мужа. У неё было два сына.
Умерла в Бонне 25 апреля 2022 года в возрасте 91 года.

## Публикации

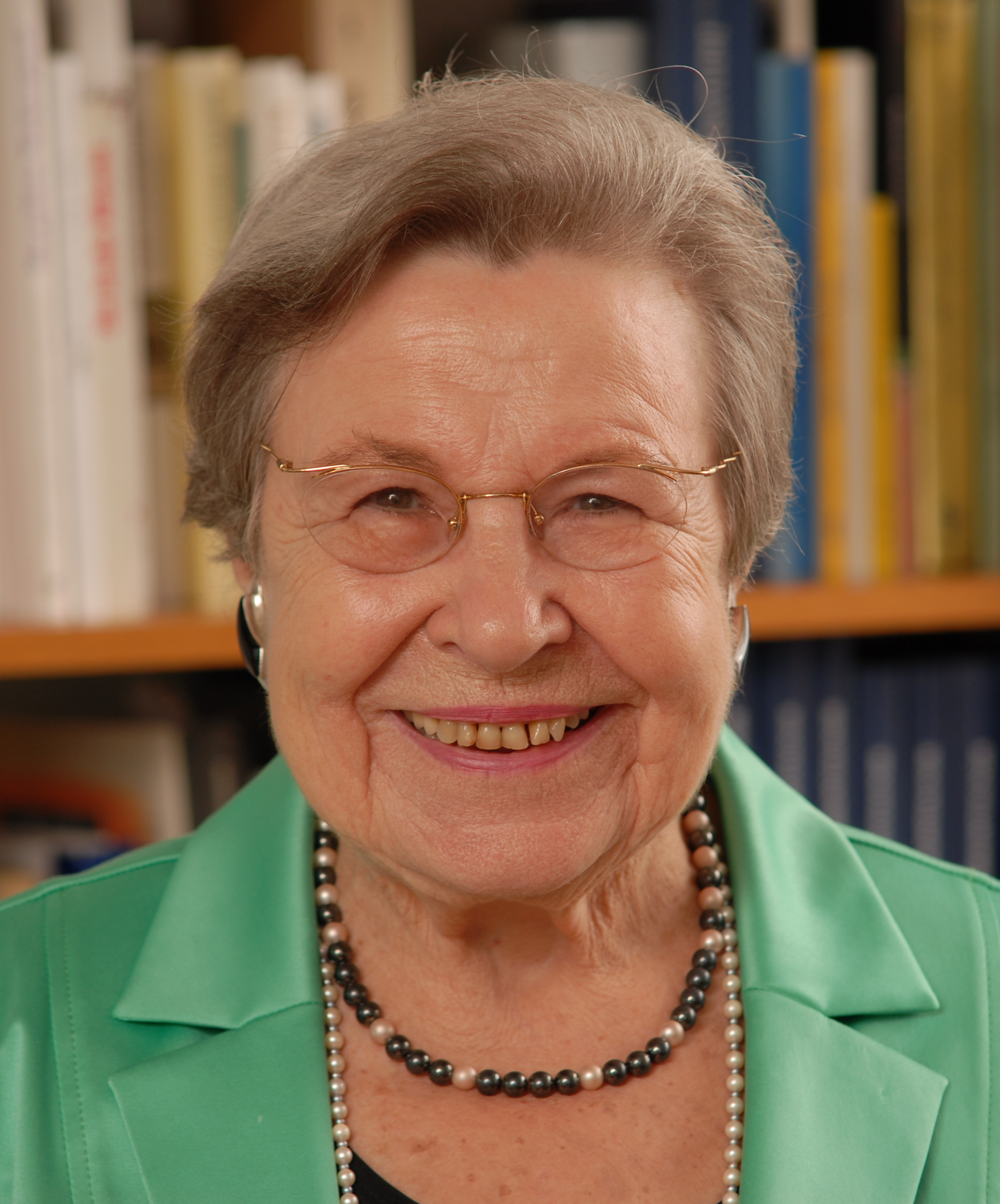
Урсула Лер в 2011 году

- Psychologie des Alterns. Quelle und Meyer, Heidelberg 1972 (Wiebelsheim 2007), 11 editions. ISBN 978-3-494-01432-6.
- Die Rolle der Mutter in der Sozialisation des Kindes. Steinkopff, Darmstadt 1974. ISBN 3-7985-0414-8.
- Zur Situation der älter werdenden Frau. Bestandsaufnahme und Perspektiven bis zum Jahr 2000. Beck, München 1987. ISBN 3-406-32226-3.